# محمد الحجة الكوهكمري
السيد محمد الحجة الكوهكمري (بالفارسية: سید محمد حجت کوه‌کمری) فقيه وأصولي ومحدّث وعالم علم الرجال ومجتهد ومرجع ديني شيعي ولد في شعبان 1310 هـ في قرية كوه كمر في مقاطعة مرند بمحافظة أذربيجان الشرقية شمال غرب إيران. يقال أن أصوله يرجع إلی الحسين بن علي بعد 25 جيل.

## ولادته
ولد حجّت الكوهكمري في شعبان 1310 هـ بقرية كوه كمر في مقاطعة مرند بمحافظة أذربيجان الشرقية شمال غرب إيران.

## دراسته
درس المقدّمات، وعلوم الأدب واللغة، وبعض العلوم المتعارفة آنذاك في مدينة تبريز، وفي عام 1330 هـ سافر إلى مدينة النجف لإكمال دراسته، وفي عام 1349 هـ جاء إلى مدينة قم، وأقام فيها، وأخذ يلقي دروسه فيها بالفقه والأُصول.

## من أساتذته
- محمد كاظم الطباطبائي اليزدي .
- السيد أبو الحسن الإصفهاني
- أبو تراب الخونساري .
- فتح الله الأصفهاني ، المعروف بشيخ الشريعة .
- محمد حسين الغروي النائيني .
- الفيروزآبادي .
- ضياء الدين العراقي .
- علي القوجاني .
- علي الكنابادي .
- عبد الكريم الحائري اليزدي.

## من تلامذته
- محمد اليزدي المعروف بالمحقّق الداماد .
- محمد حسين الطباطبائي .
- محمد حسين الحسيني الطهراني.[4]
- أبو طالب تجليل التبريزي .
- يحيى فاضل الهمداني .
- هاشم الآملي .
- علي الموسوي البهبهاني .
- محمّد الحسيني البهشتي.
- محمد مفتح
- مرتضى الحائري اليزدي .
- علي أصغر الأحمدي .
- علي الغروي .
- محمد الوحيدي .
- محسن الحرم بناهي .
- جواد التبريزي .
- علي السيستاني .
- محمد تقي بهجت الفومني .
- لطف الله الصافي الكلبايكاني .
- حسين نوري الهمداني .
- جعفر السبحاني .
- علي الصافي الكلبايكاني .
- علي بناه الاشتهاردي .

## مواقفه من نظام الشاه
بعد وفاة الشيخ عبد الكريم الحائري اليزدي أصبحت مسؤولية الحوزة العلمية في مدينة قم المقدّسة بعهدته مع اثنين من العلماء، وقد قاموا بالتصدّي لنظام الشاه، وبالخصوص القوانين الجائرة التي سنَّها، والتي تعارض بشكل صريح الشريعة الإسلامية، منها قانون منع الحجاب الإسلامي الذي استنكره علماء الدين .

## مشاريعه الخيرية
قيامه بتأسيس مدرسة الحجّتية للعلوم الدينية في مدينة قم، على مساحة من الأرض تبلغ ثلاثة عشر ألف متر مربع، وتحتوي على مائة وست وعشرين غرفة، مع مسجد ومكتبة للمطالعة تحوي الكثير من الكتب في مختلف العلوم .

## من مؤلفاته
1ـ مستدرك المستدرك .
2ـ رسالة في البيع .
3ـ رسالة في تنقيح المطالب المبهمة في عمل الصور المجسّمة .
4ـ مجمع الأحاديث .
5ـ حاشية على كفاية الأُصول .
6ـ رسالة حول الصلاة .
7ـ لوامع الأنوار الغروية في مرسلات الآثار النبوية .
8ـ رسالة في الاستصحاب .
9ـ رسالة حول الوقت .

## وفاته
توفّي حجّت الكوهكمري في الثالث من جمادى الأُولى 1372 هـ، وعندما سمع حسين البروجردي بنبأ وفاته قال: (لقد قَصم ظهري هذا النبأ)، وصلّى على جثمانه السيّد البروجردي ، ودفن بمدرسته المدرسة الحجتية في مدينة قم المقدّسة .

## انظر ايضاً
- نوري الهمداني